# トニー・コックス (俳優)
トニー・コックス（Tony Cox、1958年3月31日 - ）は、アメリカ合衆国ニューヨーク生まれの俳優である。

## 来歴
1958年にニューヨーク市マンハッタンに生まれる。少ししてすぐにアラバマ州へ移り、ユニオンタウンで幼少期を送った。
小人症の個性派俳優として活動している。
もともとドラマーになるという夢を抱いていたコックスは高校を卒業後に音楽を勉強するためにアラバマ大学へ入学。しかし、自分の音楽的才能に限界を感じたコックスはある時、小人症の役者からなる“リトル・ピープル・オブ・アメリカ”の創設者で同じく小人症だった俳優のビリー・バーティの演技を見て役者になることを決意。18歳の時に友人たちの激励もあり、ロサンゼルスへ渡り演劇学校へ入学。徐々にコマーシャルやテレビドラマなどに顔を出し始め、順調に下積みを重ねていった。その後、ジョージ・ルーカスの代表作『スター・ウォーズ エピソード6/ジェダイの帰還』に登場する小人のイウォーク族を演じ、そのスピンオフ作品『イウォーク・アドベンチャー』にも同役で出演。その他にもコミカルな演技でジム・キャリーやビリー・ボブ・ソーントンらとも共演して、個性派俳優として確固たる地位を築いている。

### 私生活
高校時代に出会ったオテリアと23歳の時に結婚しており、現在は一人の父親である。ベジタリアン。

## 出演作品

### 映画
- Dr.ヘキルとMr.ハイプ Dr. Heckyl and Mr. Hype (1980)
- チーチ＆チョンの気分は最高 Nice Dreams (1981)
- クレイジーポリス大追跡 Smokey Bites the Dust (1981)
- 新・ジキル博士とハイド氏 Jekyll and Hyde... Together Again (1982)
- スター・ウォーズ エピソード6/ジェダイの帰還 Star Wars: Episode VI - Return of the Jedi (1983)
- イウォーク・アドベンチャー The Ewok Adventure (1984)
- エンドア/魔空の妖精 Ewoks: The Battle for Endor (1985)
- スペースインベーダー Invaders from Mars (1986)
- 夢のカリフォルニア珍道中 Hollywood Zap (1986)
- メリー・Dのパーティ・ガールズ Valet Girls (1987)
- スペースボール Spaceball (1987)
- ビートルジュース Beetle Juice (1988)
- ウィロー Willow (1988)
- バード Bird (1988)
- ハリウッド行進曲/私をスタジオに連れてって Rented Lips (1988)
- ゴールデン・ヒーロー 最後の聖戦 I'm Gonna Git You Sucka (1988)
- ハロウィン・インベーダー/火星人襲来!? Spaced Invaders（1990）
- ロッキュラ Rockula (1990)
- ワンダーアーム・ストーリー The Dark Backward (1991)
- ビルとテッドの地獄旅行 Bill & Ted's Bogus Journey (1991) ※ノークレジット
- Mom and Dad Save the World (1992)
- グーリーズ/肉体の小悪魔 Ghoulies IV (1994) ※ビデオ作品
- ブランクマン・フォーエヴァー Blankman (1994)
- 羊たちの沈没 The Silence of the Hams (1994)
- レプラコーン Leprechaun 2 (1994)
- friday (1995)
- ファンタスティックス The Fantasticks (1995)
- ふたりの男とひとりの女 Me, Myself & Irene (2000)
- バッドサンタ Bad Santa (2003)
- 最'愛'絶叫計画 Date Movie (2005)
- 鉄板英雄伝説 Epic Movie (2007)
- 俺たちヒップホップ・ゴルファー Who's Your Caddy? (2007)
- ディザスター・ムービー!おバカは地球を救う Disaster Movie (2008)
- 決闘の大地で The Warrior's Way (2010)
- 憧れのモニカ・ヴェロア Meet Monica Velour (2010)
- ガンズ・アンド・ギャンブラー Guns, Girls and Gambling (2012)
- レックスはお風呂の王様 Partysaurus Rex (2012) ※短編アニメ、声の出演
- オズ はじまりの戦い Oz the Great and Powerful (2013)
- The Heyday of the Insensitive Bastards (2015)
- バッドサンタ2 Bad Santa 2 (2016)

### テレビドラマ
- アメリカン・ヒーロー The Greatest American Hero (1982)
- フェアリーテール・シアター Faerie Tale Theatre (1984、1985)
- ナイスサーティーズ Thirtysomething (1987)
- Married with Children (1990)
- マッドTV! Mad TV (1996)
- そりゃないぜ!? フレイジャー Frasier (2002)
- レスキュー・ミー NYの英雄たち Rescue Me (2004)
- Carpoolers (2007)